# What Happens Next
| Recensione | Giudizio |
| ---------- | -------- |
| Rockol     | 3.5/5    |

What Happens Next è il sedicesimo album in studio del chitarrista statunitense Joe Satriani, pubblicato il 12 gennaio 2018 dalla Sony Music.
L'album conta la partecipazione di Chad Smith (Red Hot Chili Peppers, Chickenfoot) alla batteria e di Glenn Hughes al basso.

## Tracce
1. Energy – 3:27
2. Catbot – 3:38
3. Thunder High on the Mountain – 4:46
4. Cherry Blossoms – 4:29
5. Righteous – 3:34
6. Smooth Soul – 3:51
7. Headrush – 3:35
8. Looper – 3:43
9. What Happens Next – 4:24
10. Super Funky Badass – 7:35
11. Invisible – 4:11
12. Forever and Ever – 4:04

## Formazione
- Joe Satriani – chitarra
- Glenn Hughes – basso
- Chad Smith – batteria